# Sjeverovac
Sjeverovac falu Horvátországban, Sziszek-Monoszló megyében. Közigazgatásilag Sunjához tartozik.

## Fekvése
Sziszek városától légvonalban 17, közúton 24 km-re délkeletre, községközpontjától  légvonalban 10, közúton 12 km-re délnyugatra, a sziszeki Szávamentén, Staro Selo és Kladari között, a Gradusa- és Sjeverovac-patakok mentén fekszik.

## Története
A térség török alóli felszabadítása után, a 18. század elején pravoszláv lakossággal betelepített falvak közé tartozik. A falu 1773-ban az első katonai felmérés térképén „Dorf Szeverovacz” néven szerepel. 1857-ben 234, 1910-ben 365 lakosa volt. Zágráb vármegye Petrinyai járásához tartozott. A délszláv háború előtt lakosságának 86%-a szerb nemzetiségű volt. 1991. június 25-én a független Horvátország része lett. A délszláv háború idején szerb lakossága a JNA erőihez csatlakozott. A Krajinai Szerb Köztársasághoz tartozott. A falut 1995. augusztus 5-én a Vihar hadművelettel foglalta vissza a horvát hadsereg. A szerb lakosság nagy része elmenekült. A településnek 2011-ben 33 lakosa volt.

## Népesség
| Lakosság változása | Lakosság változása | Lakosság változása | Lakosság változása | Lakosság változása | Lakosság változása | Lakosság változása | Lakosság változása | Lakosság változása | Lakosság változása | Lakosság változása | Lakosság változása | Lakosság változása | Lakosság változása | Lakosság változása | Lakosság változása |
| ------------------ | ------------------ | ------------------ | ------------------ | ------------------ | ------------------ | ------------------ | ------------------ | ------------------ | ------------------ | ------------------ | ------------------ | ------------------ | ------------------ | ------------------ | ------------------ |
| 1857               | 1869               | 1880               | 1890               | 1900               | 1910               | 1921               | 1931               | 1948               | 1953               | 1961               | 1971               | 1981               | 1991               | 2001               | 2011               |
| 234                | 227                | 227                | 222                | 226                | 365                | 343                | 374                | 227                | 229                | 198                | 164                | 145                | 131                | 46                 | 33                 |

(1910 és 1931 között Kladari lakosságát is ide számították.)